# Хазенмор
Хазенмор (њем. Hasenmoor) општина је у њемачкој савезној држави Шлезвиг-Холштајн. Једно је од 95 општинских средишта округа Зегеберг. Према процјени из 2010. у општини је живјело 694 становника. Посједује регионалну шифру (AGS) 1060036.

## Географски и демографски подаци
Хазенмор се налази у савезној држави Шлезвиг-Холштајн у округу Зегеберг. Општина се налази на надморској висини од 27 метара. Површина општине износи 17,8 km². У самом мјесту је, према процјени из 2010. године, живјело 694 становника. Просјечна густина становништва износи 39 становника/km².